# الحوره
الحوره (به عربی: الحورة) یک ساخت در بحرین است که در استان عاصمه (بحرین) واقع شده‌است.